# Al-Zahir li-iʿzaz al-Din Allah
Abū al-Hasan ʿAlī ibn al-Ḥākim detto anche ʿAlī al-Ẓāhir ma, dal punto di vista dinastico, al-Ẓāhir li-iʿzāz al-Dīn Allāh (Arabo الظاهر لإعزاز دين الله; Il Cairo, 20 giugno 1005 – 13 giugno 1036) è stato il settimo Imam fatimide dal 1021 al 1036.

## Biografia
Divenne Imam fatimide succedendo a suo padre, al-Hakim, all'età di soli sedici anni. Tuttavia inizialmente il suo regno fu gestito sotto la supervisione di sua zia paterna, Sitt al-Mulk, che governò saggiamente raccogliendo enorme consenso tra la popolazione. Dopo la sua morte, avvenuta nel 1025, il potere della Reggente venne usurpato da un gruppo di suoi favoriti, che istigarono il giovane sovrano a dedicarsi ai piaceri dei sensi, dimenticandosi completamente della gestione e della amministrazione dell'Imamato. Quando un gruppo di religiosi malikiti richiamarono ufficialmente l'Imam alle sue responsabilità, costui li fece bandire da Damasco e da tutto l'Egitto.
Questo periodo, che può essere fatto iniziare con la morte della Reggente Sitt al-Mulk, segnò di fatto l'inizio del periodo di declino della dinastia e del regno fatimide.
Tale anarchia fu ulteriormente aggravata dal grave periodo di carestia causato dalle numerose esondazioni del Nilo, che provocarono la morte di migliaia di persone e l'insorgere del banditismo e di taglieggiamenti, nonché l'interruzione delle attività commerciali soprattutto da parte delle carovane, ormai incapaci di percorrere con sicurezza le tradizionali rotte commerciali.
Il disgregamento politico del regno fatimide fu evidente quando, approfittando del vuoto di potere, tra il 1024 e il 1029 la maggior parte del territorio della Siria e della Palestina divenne teatro di numerose ribellioni da parte delle tribù beduine, che tuttavia vennero sedate sia dalla diplomazia sia dalle spedizioni militari del generale fatimide e governatore di Cesarea Anushtegin al-Dizbiri. La più importante di queste rivolte fu guidata dallo sceicco arabo Salih ibn Mirdas che occupò Aleppo e Ramla e gran parte della Siria centrale e settentrionale, autoproclamandosi sovrano indipendente e dando vita così alla dinastia dei Mirdasidi.
Nel 1030 il generale fatimide però si scontrò con l'esercito dell'usurpatore e lo sconfisse, uccidendolo nel piccolo villaggio di al-Ochuwana nei pressi di Tiberiade.
ʿAlī al-Ẓāhir ereditò buona parte della eccentricità di suo padre, ne sono testimonianza i numerosi atti di dissolutezza e di abuso nei quali era solito cadere. È esemplificativo l'episodio nel quale, dopo aver convocato nel suo palazzo le migliori cantanti del suo regno perché partecipassero a una sontuosa festa di canti e balli, le fece rinchiudere tutte in una enorme stanza, ordinando poi di farla crollare, facendole così morire tutte, sepolte dalle macerie.
Il totale disinteresse dell'Imam per le sorti politiche e amministrative del suo regno permisero, nel 1029 a uno dei suoi favoriti, Abū l-Qāsim ʿAlī b. Ahmad al-Jarjarāʿī, di autoproclamarsi wāsiṭa dopo aver eliminato tutti i suoi avversari, e di diventare di fatto governatore di Damasco e dell'Egitto, incarico che mantenne fino al 1045. Quest'ultimo, nel nome del califfo, instaurò ottimi rapporti diplomatici con l'Impero bizantino di Romano III Argiro, al quale, dopo la firma di un trattato di pace, egli permise la ricostruzione della Basilica del Santo Sepolcro distrutta nel 1009 da suo padre al-Ḥākim bi-amri llāh. Da parte sua, l'Imamato ottenne di poter praticare liberamente il culto islamico nelle moschee di Costantinopoli.
Al-Ẓāhir morì di peste nel 1036 e gli succedette il figlio al-Mustanṣir bi-llāh, in qualità di ottavo Imam fatimide.